# 吕斯塔尔
吕斯塔尔（法語：Lustar，法語發音：[lystaʁ]）是法国上比利牛斯省的一个市镇，属于塔布区。

## 地理
吕斯塔尔（43°16'10"N, 0°20'7"E）面积4.91 平方千米，位于法国奧克西塔尼大區上比利牛斯省，该省份为法国西南部内陆省份，北至热尔省，西接大西洋比利牛斯省，南与西班牙接壤，东临上加龙省。
与吕斯塔尔接壤的市镇（或旧市镇、城区）包括：图尔努达尔雷、博讷丰、比加尔、桑图、维朗比特。

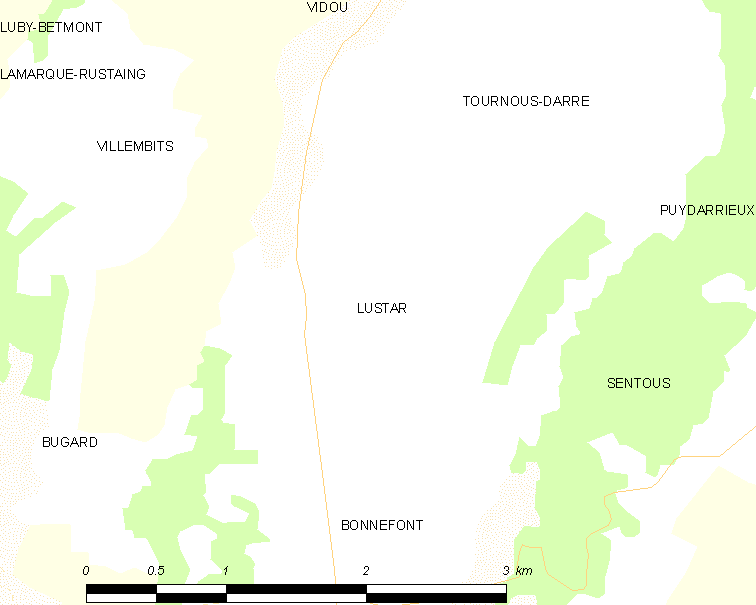
吕斯塔尔的OSM定位图

吕斯塔尔的时区为UTC+01:00、UTC+02:00（夏令时）。

## 行政
吕斯塔尔的邮政编码为65220，INSEE市镇编码为65293。

## 政治
吕斯塔尔所属的省级选区为山丘县。

## 人口

1962-2008年间吕斯塔尔人口变化图示

吕斯塔尔于2022年1月1日时的人口数量为97人。